# Râul Gersa
Râul Gersa este un curs de apă, afluent al râului Someșul Mare. Se formează la confluența brațelor Valea Luschii și Valea Tăului.

## Hărți
- Harta Munții Rodnei  Arhivat în 22 iulie 2020, la Wayback Machine.
- Harta Munții Rodnei